# Tylostigma
Tylostigma là một chi phong lan trong họ Orchidaceae.